# Merophysia foveolata
Merophysia foveolata là một loài bọ cánh cứng trong họ Endomychidae. Loài này được Baudi miêu tả khoa học năm 1870.